# Trichinen
Trichinen (Trichinella) sind eine Gattung winziger Fadenwürmer mit parasitischer Lebensweise. Säugetiere, damit auch Menschen, und  Vögel dienen als Zwischen- und Endwirt. Hauptüberträger auf den Menschen sind Schweine bzw. deren roh, z. B. als Mett verzehrtes oder ungenügend gegartes Fleisch. Durch Kochen, Pökeln oder Einfrieren werden Trichinen abgetötet, jedoch nicht durch Räuchern.
Das durch Trichinen hervorgerufene Krankheitsbild wird als Trichinellose bezeichnet, wobei der Mensch gewöhnlich ein Fehlwirt ist, da er nicht von potentiellen Endwirten gefressen wird und so nicht zur weiteren Fortpflanzung der Trichinen beiträgt. Akute Infektionen des Menschen mit Trichinella spiralis sind in Deutschland meldepflichtig. Die Trichinenuntersuchung ist eine Pflichtuntersuchung von Fleisch für den menschlichen Verzehr. Mittels MALDI-TOF ist eine Schnellanalytik möglich.

## Verbreitung
Die Trichinen sind außer in der Antarktis weltweit durch mehrere Arten in Wild- und Haustieren verbreitet. Als Hauptwirt gelten in Europa, Nordamerika, Asien und Afrika Schweine (Sus scrofa), sowohl Wildschweine als auch Hausschweine. Sie tragen hauptsächlich die Arten Trichinella spiralis, Trichinella nativa, Trichinella nelsoni, Trichinella britovi und Trichinella pseudospir. 1999 wurde Trichinella papuae in Schweinen auf Papua-Neuguinea nachgewiesen.
In Nordeuropa treten Trichinen vorwiegend im „silvatischen Zyklus“ auf, bei dem Füchse durch Verspeisen infizierter Nager die Würmer verbreiten. Dieser Verbreitungsmechanismus spielt jedoch keine Rolle für die Infektion von Menschen in Finnland. In nördlicheren Gebieten können auch Bären, Schlittenhunde und Robben als Zwischenwirt dienen. Ein „urbaner Zyklus“ ist ebenfalls ausgeprägt, bei diesem werden die Erreger überwiegend durch Ratten und Schweine verbreitet. Auch für andere Regionen wurden spezifische Verbreitungsmechanismen beschrieben, so für Argentinien.
Der letzte bekannte Krankheitsausbruch bei Menschen, der durch ein Hausschwein verursacht wurde, ereignete sich im Jahr 1970. Insgesamt wurde in Österreich in den Jahren 2000 bis 2020 im Schnitt ein Fall pro Jahr gemeldet, alle Fälle waren aus dem Ausland importiert, zum Beispiel aus Urlauben. 2021 waren es elf Fälle.

## Merkmale

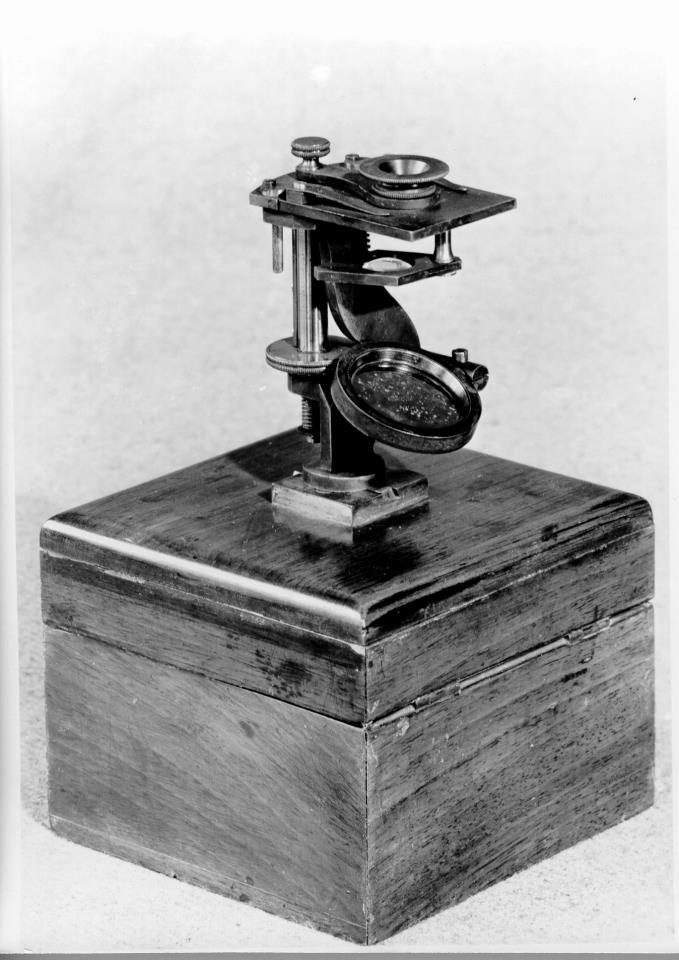

Die adulten Tiere erreichen eine Länge von bis zu 4 mm (Weibchen) bzw. 1,5 mm (Männchen). Deutlich kann man das verdickte Hinterende erkennen, das den Darm beherbergt. Die Larven entwickeln sich im Muskelgewebe und bilden dort einen „Ammenzellnährkomplex“, eine Kapsel, die reichlich mit Blutgefäßen versorgt wird und dadurch die Larve (Muskeltrichine) am Leben erhält. Sie erreicht eine Größe von rund einem Millimeter und ist hoch infektiös. Es existieren jedoch auch Varianten, die keine Kapsel bilden, wie z. B. Trichinella pseudospiralis.

## Lebenszyklus

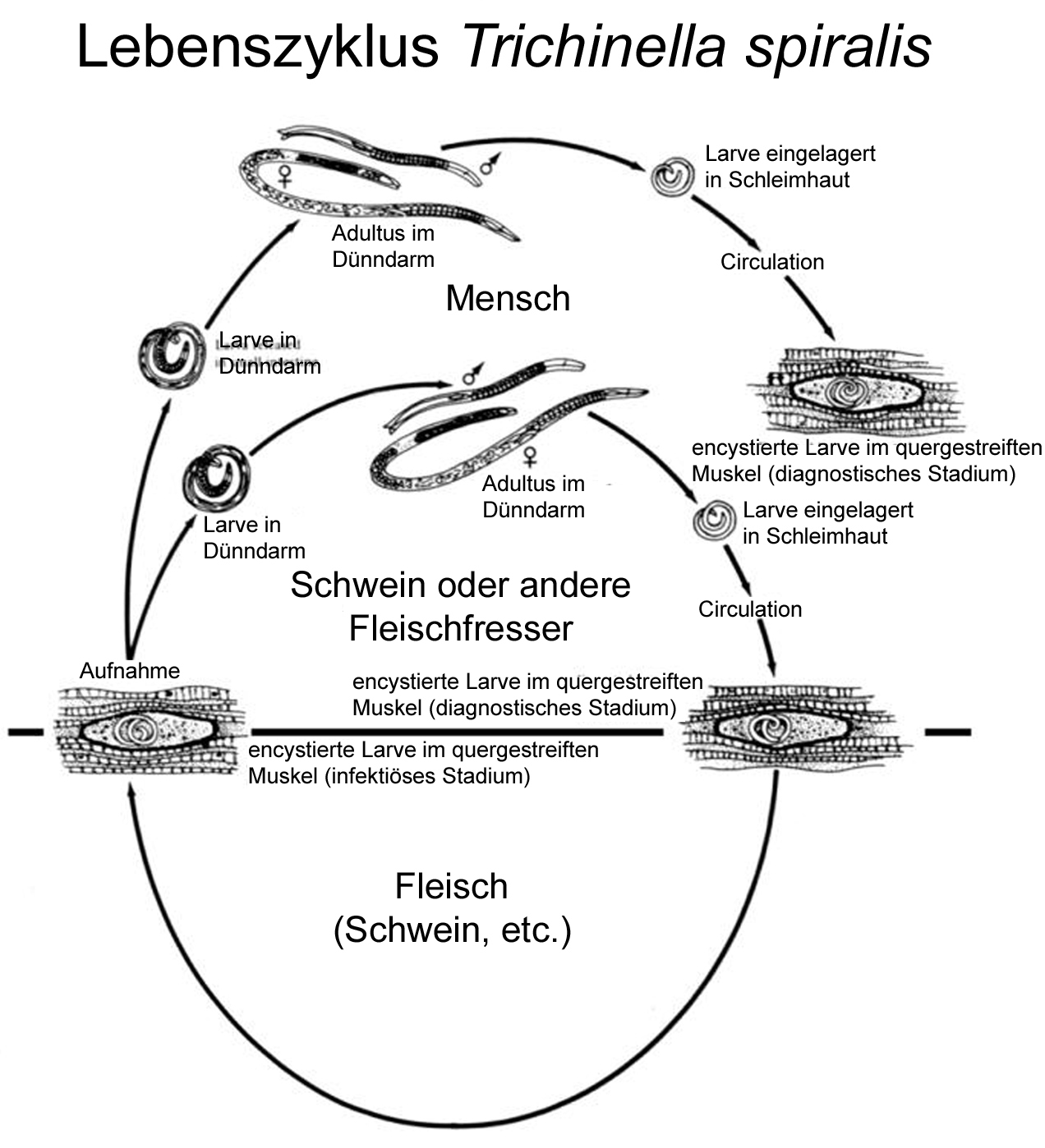
Lebenszyklus Trichinella spiralis

Bei Trichinen dient zunächst jeder Wirt als Zwischenwirt, da die Larven zuerst im Darm zu Würmern heranreifen. Im Fleisch infizierter Tiere eingekapselte Larven werden bei dessen Verzehr aufgenommen. Die Kapseln werden im Dünndarm aufgelöst und so die Larven freigesetzt. Die Würmer bohren sich in das Dünndarmepithel ein und entwickeln sich innerhalb von 30 Stunden zum adulten Tier (Darmtrichine), danach findet die Paarung statt. Im Dünndarm bringen die Weibchen lebendgebärend bis zu 1500 Larven zur Welt. Die Larven bohren sich anschließend durch den Dünndarm und erreichen so die Lymphe oder den Blutstrom. Sie treiben durch den Körper und lassen sich vor allem im quergestreiften, gut durchbluteten Muskelgewebe nieder. Befallen werden auch Zwerchfell, Augen und Zunge. Dort, wo sich eine Larve niederlässt, beginnt die Bildung eines Ammenzellnährkomplexes, der infektiös bleibt, solange der Parasit lebt. Ab dem fünften Monat findet im menschlichen Gewebe eine Verkalkung statt, die Ammenzelle und Larve absterben lässt, wobei die encystierten Muskeltrichinen vermutlich aber noch 5 bis 10 Jahre lebensfähig bleiben.

## Wirkung auf den Menschen
Im Darm befindliche adulte Trichinen führen beim Menschen in der Regel zu Schwindel, Bauchschmerzen, Erbrechen und Durchfall. Verbreiten sich dann die Larven im Körper, treten weitere Symptome wie Schwäche, Fieber und Ödeme im Gesichtsbereich als Folge einer Myositis auf. Diese Symptome sind temporär und können bis zu einem Jahr anhalten. Danach verschwinden sie zumeist wieder und bleiben folgenlos. Ein tödlicher Verlauf kommt vor allem bei stärkerem Befall der Herzmuskulatur (parasitäre Myokarditis) vor.

## Wortherkunft
Der Name Trichine bezieht sich auf das haarähnliche Aussehen der winzigen Fadenwürmer und ist wie Trichinella gebildet zu altgriechisch τρίχινος tríchinos ‚aus Haar‘.

## Meldepflicht
In Deutschland ist der Nachweis der Erreger Trichinella spiralis nach § 7 Absatz 1 Infektionsschutzgesetz (IfSG) namentlich zu melden, soweit der Nachweis auf eine akute Infektion hinweist. Meldepflichtig sind die Leitungen der Labore usw. (§ 8 IfSG).